# Кук, Мэтт
Мэттью «Мэтт» Кук (англ. Matthew «Matt» Cooke; 7 сентября 1978, Белвилл, Онтарио, Канада) — профессиональный канадский хоккеист, нападающий. Обладатель Кубка Стенли 2009 года в составе «Питтсбург Пингвинз», чемпион мира 2004 года в составе сборной Канады.

## Игровая карьера

### Клубная карьера
Мэтт Кук был выбран в шестом раунде драфта 1997 года клубом «Ванкувер Кэнакс». Уже через год он дебютировал в НХЛ.

26 февраля 2008 года Кук был обменян в «Вашингтон Кэпиталз» на форварда Мэтта Петтингера, но надолго в столице США не задержался и 25 июля того же года на правах свободного агента перешёл в «Питтсбург Пингвинз», с которым подписал контракт на два года.
Мэтт Кук известен как очень грязный игрок. Своими силовыми приемами он травмировал многих игроков НХЛ в разное время. Так, выступая за «Вашингтон», он нанес серьезные травмы защитнику «Бостона» Бобби Аллену и форварду «Тампы» Венсану Лекавалье. Выступая уже за «Питтсбург», Кук травмировал нападающего «Каролины» Эрика Коула и форварда «Рейнджерс» Артёма Анисимова, и только в последнем случае ему дали дисквалификацию на две игры.
7 марта 2010 года в игре против «Бостона» Кук атаковал в голову нападающего «медведей» Марка Савара. Савар получил сотрясение мозга и выбыл до конца сезона. В дальнейшем Савар пропустил начало следующего сезона, но смог вернуться на лед в начале декабря 2010 года. Последствия сотрясения повлияли на дальнейшую карьеру Савара. Так, отыграв 25 матчей в середине сезона 2010/11, Марк Савар из-за ещё одного сотрясения мозга был вынужден фактически завершить игровую карьеру, поскольку так и не смог оправиться от последствий травм головы.
Позже от действий Кука пострадали и другие игроки в НХЛ: Андрей Марков, Кит Яндл, Александр Овечкин, Фёдор Тютин (Кук получил 4 матча дисквалификации), Райан Макдона (Кук получил 10 матчей дисквалификации в регулярном чемпионате и полностью пропустил первый раунд плей-офф). После такой длительной дисквалификации Мэтт Кук пообещал исправиться:

Я дал слово и теперь должен его держать. Вся команда помогает мне внести коррективы в мою игру. Я никогда не хотел нанести кому-то травму. Теперь буду играть более аккуратно.— Мэтт Кук
В сезоне 2012/13 защитник «Оттавы» Эрик Карлссон в столкновении с Мэттом Куком получил травму ноги — разрыв ахиллова сухожилия, из-за которой был вынужден пропустить остаток сезона. Но дисциплинарный комитет НХЛ не нашёл в действиях Кука злого умысла и не стал накладывать на него санкции. Позже, в играх плей-офф, Кук нанес травму защитнику «Бостона» Адаму Маккуэйду, но также не был наказан.
5 июля 2013 года Мэтт Кук перешёл в «Миннесоту Уайлд» как свободный агент. Он подписал контракт на три года.
18 июня 2015 года «Миннесота» выставила Кука на драфт отказов, а затем выкупила последний год его контракта.

### В сборной
Мэтт Кук играл за молодежную сборную Канады на чемпионате мира 1998 года, на котором канадцы заняли всего лишь восьмое место. За основную сборную Канады Кук играл в 2004 году на чемпионате мира в Чехии. Канадцы заняли первое место, а Кук отметился заброшенной шайбой в финале в матче против сборной Швеции.

## Статистика
| Легенда | Легенда                    | Легенда | Легенда                   | Легенда | Легенда    |
| ------- | -------------------------- | ------- | ------------------------- | ------- | ---------- |
| И       | Количество проведённых игр | Штр     | Штрафное время            | +/−     | Плюс-минус |
| Г       | Голы                       | П       | Голевые передачи          | О       | Очки       |
| -       | Статистика неизвестна      | —       | Статистика не учитывалась |         |            |